# 塩本幸子
塩本 幸子（しおもと さちこ、1959年-）は日本の真珠絵作家である。
志摩町和具で真珠の加工販売業を営む家に生まれる。後に家業に携わるようになり、30代から商品デザインも手がけた。このころ作った真珠のペンダントが民放のドラマで使われ、注目を集めた。2012年には仕入れで訪れたバリ島で絵が趣味のデザイナーと知り合い、このデザイナーの墨絵を真珠で飾る「真珠絵」の創作を始めた。当初は国内で個展を開いて公開していたが、2017年にはモナコの芸術祭に出展し受賞。